# Podosie (Białoruś)
Podosie (biał. Падоссе; ros. Подосье) – wieś na Białorusi, w obwodzie brzeskim, w rejonie bereskim, w sielsowiecie Bereza, przy drodze magistralnej .
W dwudziestoleciu międzywojennym leżało w Polsce, w województwie poleskim, w powiecie prużańskim.